# Floriano Maria Arresti
Floriano Maria Arresti (né le 15 décembre 1667 à Bologne et mort en 1717 dans la même ville) est un compositeur italien de musique baroque.

## Biographie
Floriano Maria Arresti est issu d'une famille de musiciens. Son père était le compositeur Giulio Cesare Arresti.
De 1689 à 1691 il étudie et travaille à Rome avec Bernardo Pasquini. En 1703 il est nommé organiste de la Cathédrale San Pietro de Bologne où il reste jusqu'à sa mort en 1717.

## Œuvres

### Oratorios
- Mater Machabaeorum (1704)
- La décollazione del S. Precursore Giovanni Battista Vitali (1708)
- La Giuditta (1717)

### Opéras
- L'enigma disciolto (livret de G.B. Neri; Bologne, Teatro Formagliari, 1710; Lugo 1711)
- Con l'inganno si vince l'inganno (Bologne, Teatro Angelelli, 1710)
- Crisippo (livret de G. Braccioli; Ferrare, Teatro Bonaccossi, 1710; Bologne, Teatro Angelelli, 1710)
- La costanza in cimento con la crudeltà (livret de G. Braccioli; Venise, Teatro S. Angelo, 1712; Bologne, Teatro Marsigli-Rossi, 1715)
- Il trionfo di Pallade in Arcadia (livret de O. Mandelli; Bologne, Teatro Marsigli-Rossi, 1716)

### Cantates
- Vedi che cara pena, per contralto e basso continuo (Bologne, Museo internazionale e Biblioteca della musica, DD.48)
- Sdegno ed amor in me, per contralto e basso continuo (Bologne, Museo internazionale e Biblioteca della musica, DD.48)
- Agitato il cor mi sento, per soprano e basso continuo (Padove, Biblioteca Antoniana, D.I.1367)
- Se per voi seno adorato, per contralto e basso continuo (Padoue, Biblioteca Antoniana, D.I.1367)

## Sources
- DEUMM 1, Oscar Mischiati (1985)

- (nl) Cet article est partiellement ou en totalité issu de l’article de Wikipédia en néerlandais intitulé « Floriano Maria Arresti » (voir la liste des auteurs).